# Envases Venezolanos
Envases Venezolanos (BVC: VZL.A) es una sociedad de cartera productora y comercializadora de latas y tapas de aluminio, al igual que de productos de vidrio para uso industrial y doméstico. La empresa produce platos y tapas usadas por empresas procesadoras de alimentos y de bebidas. También produce platos y tapas para empresas especializadas en la producción de pinturas, solventes y productos de asfalto y otras industrias.